# Оуайн ап Маредид
Оуайн (валл. Owain; 771—811) — король Диведа (808—811).

## Биография
Оуайн был сыном короля Диведа Маредида. Оуайн стал королём Диведа, наследуя своему брату Райну.
Его дочь Тангуистла вышла замуж за Бледри.
«Гвентианская хроника» отмечает, что «королевство Мона и королевство Дивед пострадали из-за войны между Хивелом Младшим и его братом Кинаном, в которой Хивел завоевал Мону» в 810 году.
Из Гвентианской Хроники известно, что Саксы напали на Меневию и сожгли её в 810 году.
В 811 году Оуайн умер, возможно в каком-то конфликте. Ему наследовал его племянник Трифин.